# Mike Love
Michael Edward Love dit Mike Love, né le 15 mars 1941 à Los Angeles, Californie, est le chanteur originel du groupe The Beach Boys.

## Biographie
Mike Love est le cousin des frères Wilson (Brian, Dennis et Carl) avec qui il fonde en 1961, les Beach Boys. Mike s'occupe sur les premières chansons du groupe du chant lead que l'on entend notamment sur des titres comme 409, Surfin' Safari, Little Honda, Drive-in, California Girls, Surfin' U.S.A. ou I Get Around. Sa voix parfois nasillarde est caractéristique des premiers hits des Beach Boys. Au-delà de la simple interprétation, Mike Love était souvent coauteur de ces titres avec Brian Wilson. Les textes de ses chansons sont très inspirés du style direct de Chuck Berry . 
À partir de 1965, inspiré par les groupes britanniques (principalement les Beatles), Brian Wilson s'éloigne peu à peu des thèmes musicaux et de l'univers de la surf music, qui ont rendu le groupe célèbre. De nombreux médias et sources reporteront plus tard que Mike Love était opposé à cette nouvelle direction musicale et à Brian Wilson. Ainsi, il sera rapporté comme étant hostile à l'album Pet Sounds qu'il trouve trop éloigné du style originel des Beach Boys. Il réécrit certaines chansons comme Hang On To Your Ego (devenu I Know There's An Answer) qu'il trouve trop allusive au LSD. 
La tension entre Mike et Brian atteint un pic lors des enregistrements de l'album-projet Smile en 1966. Lors de la session d'enregistrement de Cabinessence, il demande à Van Dyke Parks, collaborateur et parolier pour l'album, de lui expliquer le sens de ses textes. Cela provoque le départ de Van Dyke Parks, furieux de son comportement. Selon des propos de Van Dyke Parks, c'est Mike Love qui serait responsable de l'abandon du projet Smile, ayant fait pression sur Brian Wilson de peur de perdre sa place de parolier du groupe. Cette responsabilité dans l'abandon du projet donne à Mike Love aux yeux de beaucoup de fans, le rôle du "méchant" des Beach Boys même si cela est très contesté. Selon le journaliste Tom Nolan, Mike Love aurait déclaré à l'époque, au manager du groupe: "Don't fuck with the formula" ("Ne déconne pas avec la formule"), une phrase controversée restée dans la postérité: Mike Love signifiant qu'il ne fallait pas toucher à la formule (filles, surf, voitures) qui avaient fait les succès du groupe et qui leur avaient fait gagner de l'argent. Mike Love déclarera à de nombreuses reprises qu'il n'a jamais prononcé cette phrase  et qu'à l'époque où il l'aurait prononcé, en 1967, il avait participé à la réalisation de Wild Honey, un album très éloigné de la supposée "formule" des Beach Boys.  
Néanmoins pour beaucoup de fans du groupe ou de médias musicaux, Mike Love a l'image du "méchant" du groupe, opposé au génie torturé de Brian Wilson et responsable de toutes les difficultés du groupe. Ce que Mike Love a toujours réfuté : 
"I never said half the shit that's attributed to me. I mean, I must be pretty prolific in asshole-type things to say, like, I get up in the morning thinking, 'I've got a job to do. How can I be a total jerk today?'" ("Je n'ai jamais dit la moitié des conneries qui me sont attribuées. Je veux dire, je dois être vraiment prolifique en conneries à déclarer, genre je me lève le matin en pensant : "qu'est-ce que je peux faire aujourd'hui pour être un vrai con ?"). 

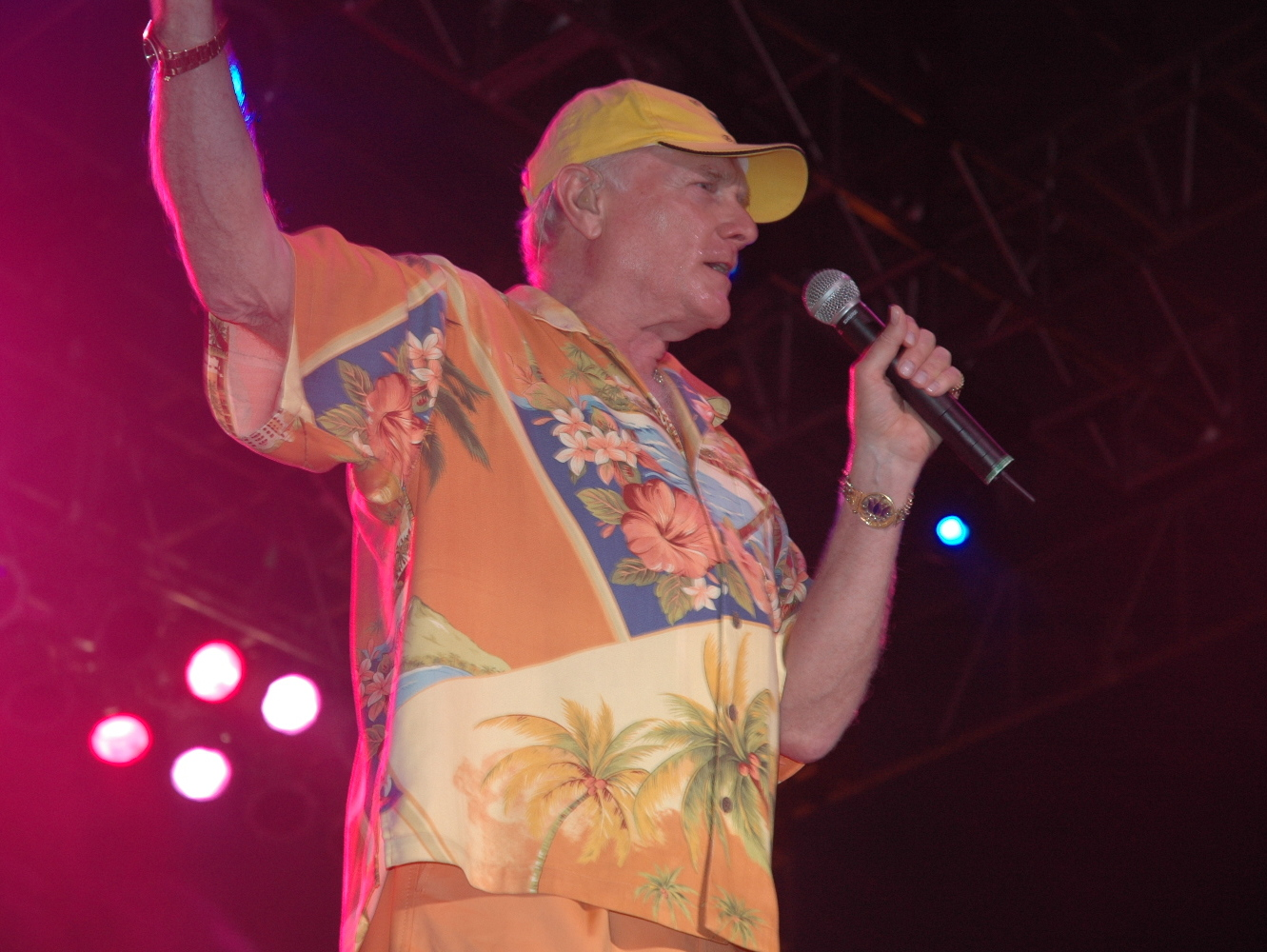
Mike Love en 2006.

En 1972, Mike Love est cette fois en conflit avec Dennis Wilson, frère de Brian, qui, à la suite d'une blessure qui l'empêche de jouer de la batterie, prend de plus en plus le rôle de chanteur principal. Ayant pris la tête du groupe depuis 1974, Mike Love est depuis l'origine dans les Beach Boys et le seul à l'heure actuelle à jouer sous ce nom. En 1992, il a engagé des poursuites judiciaires contre Brian Wilson à propos des droits d'auteur des titres des Beach Boys. Il a aussi engagé des poursuites judiciaires contre Al Jardine, qui après son départ du groupe utilisait encore le nom The Beach Boys. Il faut croire que ces procès sont une tradition familiale, puisque Brian Wilson avait lui aussi intenté un procès à son père pour des royalties.

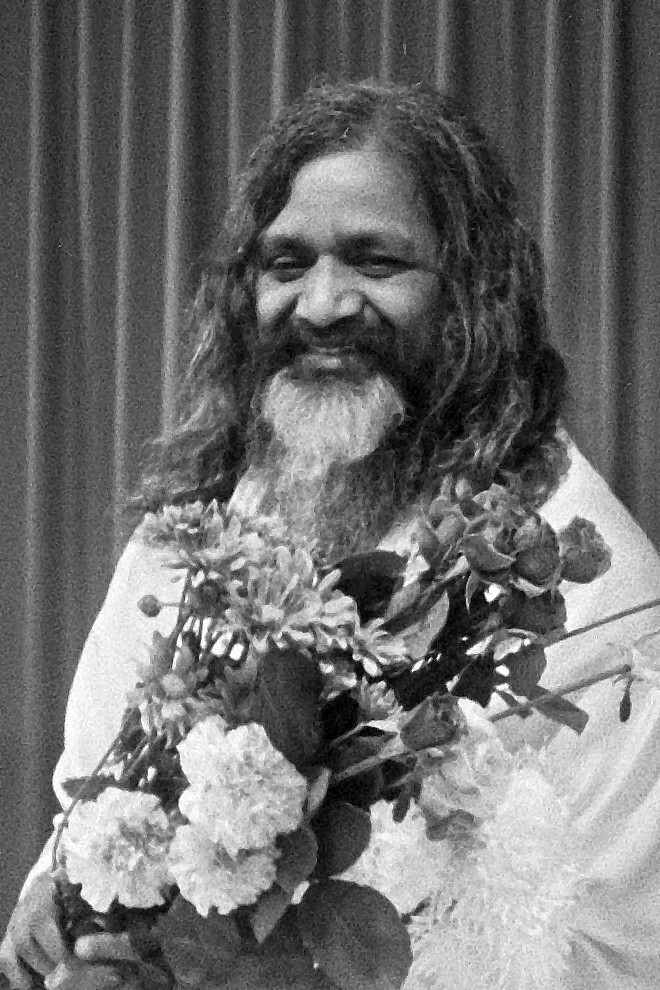
Maharishi Mahesh Yogi en 1967

Mike Love est l'un des premiers musiciens pop à s'initier à la pratique de la technique de Méditation transcendantale (MT), après sa rencontre avec Maharishi Mahesh Yogi à Paris en décembre 1967. Deux mois plus tard, il se rend à l'ashram de Maharishi à Rishikesh en Inde pour participer au fameux cours de formation de professeurs de MT où participent aussi les Beatles et quelques autres célébrités dont Donovan, Mia Farrow et sa sœur Prudence.
Mike Love pratique par la suite la technique avancée dite du vol yogique. En 2009, il s'engage en soutenant la Fondation David Lynch dont le but est, entre autres, d'offrir la MT aux jeunes issus de milieux défavorisés afin de les aider à mieux réussir dans leurs études, puis dans la vie et de  résoudre les problèmes de violence à l'école.
Mike Love a été marié cinq fois et a eu sept enfants. Une de ses filles, illégitime, Shawn Love a été la dernière épouse de Dennis Wilson. Il est aussi l'oncle de Kevin Love, joueur de basket-ball professionnel évoluant en NBA et champion de la NBA en 2016.